# Анна Моффо
Анна Моффо (англ. Anna Moffo; 27 червня 1932 — 9 березня 2006) — італо-американська оперна співачка, телеперсона і драматична акторка. Одна з найкращих сопрано свого покоління: мала теплий і яскравий голос неймовірного діапазону і витривалості.

## Біографія
Анна Моффо народилася 27 червня 1932 року. Батько Ніколо Моффо (швець) та Регіна Чінті були італійцями. Після закінчення Radnor High School Анна вступила до Кертісовського інституту музики, де навчалася у Еудженії Джанніні-Грегорі. У 1954 році Моффо отримала стипендію Фулбрайта та поїхала на навчання до Італії (Національна академія Санта-Чечілія). 
Анна Моффо дебютувала на оперній сцені у 1955 році та впродовж майже двадцяти років своєї кар'єри створила незабутні образи, що увійшли до скарбниці світової оперної класики. У 1960 році Морфо дебютувала у кінематографі (зіграла Грассіні у фільмі Аустерліц). Співачка неодноразово грала у фільмах-операх. Моффо також була ведучою програми «Шоу Анни Моффо» на італійському телебаченні (1960—1973).